# Objet Disque
Objet Disque est un label discographique indépendant français, basé à Montreuil, en Seine-Saint-Denis, fondé par Chevalrex en janvier 2014.

## Histoire
Le musicien et graphiste français Chevalrex, de son vrai nom Rémy Poncet, enregistre à 14 ans ses premières chansons sur des cassettes et invente un label fictif sur lequel ils sortiraient. Il crée vers 2003 son premier label, Sorry but Home Recording Records, avec son frère Gontard,. C'est en janvier 2014 que Chevalrex fonde officiellement Objet Disque, qu'il décide de gérer seul. Les premières publications du label sont le split 45 tours Hyperclean / Chevalrex et le premier album du musicien Mocke en format vinyle
En 2016, le label publie sa première compilation baptisée Sampler #1. Deux ans plus tard, le 19 octobre 2018, Objet Disque sort Sampler #2, qui rassemble des titres de plusieurs artistes du label, dont Perio et Jérôme Minière, auparavant signés sur le label Lithium,. En 2019, pour les 20 ans de Medium Crash de Perio, d'abord paru chez Lithium en 1999, Objet Disque réédite l'album avec sept titres supplémentaires jusqu'alors inédits. En janvier 2020, Adrien Durand des Inrockuptibles inclut Objet Disque au sein de sa sélection des « labels indépendants qu'il faudra suivre en 2020 ».

## Groupes et artistes
Parmi les groupes et artistes qui ont signé chez Objet Disque figurent son fondateur Chevalrex, mais aussi Arlt, Barbagallo, Le Bâtiment,,, Eddy Crampes,, Grand Veymont,, Adrien Legrand,, Jérôme Minière,, Midget!,,, Mocke, Rémi Parson, Perio,,, Requin Chagrin, Fabio Viscogliosi et Worms Prestige.